# Ralph Berzsenyi
Ralph Berzsenyi, né le 26 février 1909 à Fiume en Autriche-Hongrie (aujourd'hui Rijeka en Croatie) et mort le 10 juin 1978 à Budapest, est un tireur sportif hongrois.

## Palmarès

### Jeux olympiques
- 1936 à Berlin
  -  Médaille d'argent en 50m carabine position couchée [1]